# Mecosaspis
Mecosaspis is een kevergeslacht uit de familie van de boktorren (Cerambycidae). De wetenschappelijke naam van het geslacht werd voor het eerst geldig gepubliceerd in 1864 door Thomson.

## Soorten
Mecosaspis omvat de volgende soorten:
- Mecosaspis allardi Juhel, 2012
- Mecosaspis atripennis (Hope, 1843)
- Mecosaspis auratipennis (Kolbe, 1900)
- Mecosaspis aureovittata Burgeon, 1931
- Mecosaspis buettneri Kolbe, 1889
- Mecosaspis carinata Duffy, 1952
- Mecosaspis chalybeata (White, 1853)
- Mecosaspis chrysina (Bates, 1879)
- Mecosaspis chrysogaster (Bates, 1879)
- Mecosaspis croesus (Bates, 1879)
- Mecosaspis dives (Pascoe, 1888)
- Mecosaspis femoralis Hintz, 1910
- Mecosaspis femorata (Aurivillius, 1890)
- Mecosaspis fuliginosa (Quedenfeldt, 1882)
- Mecosaspis fuscoaenea (Bates, 1879)
- Mecosaspis jordani Villiers, 1968
- Mecosaspis kivuensis Juhel, 2013
- Mecosaspis laeta (Hope, 1843)
- Mecosaspis mapanjae (Aurivillius, 1890)
- Mecosaspis maynei Lepesme & Breuning, 1955
- Mecosaspis odzalensis Villiers, 1968
- Mecosaspis plutina (Bates, 1879)
- Mecosaspis pyritosa Aurivillius, 1920
- Mecosaspis rufipes Jordan, 1894
- Mecosaspis rugosa Jordan, 1894
- Mecosaspis severus (Thomson, 1858)
- Mecosaspis subvestita (Bates, 1879)
- Mecosaspis violacea Thomson, 1864
- Mecosaspis viridis Jordan, 1894